# Джеймс Бюканън (икономист)
 Тази статия е за американския икономист.  За американския политик вижте Джеймс Бюканън.  

Джеймс Макгил Бюканън (на английски: James McGill Buchanan) е американски икономист. Със своята книга The Calculus of Consent (1962, в съавторство с Гордън Тълок) той поставя началото на теорията на обществения избор, която прилага икономическа методология към политическата организация на обществото. За своите изследвания в тази област Бюканън получава Нобелова награда за икономика през 1986 г.

## Биография
Джеймс Бюканън е роден през 1919 година в Мърфрийзбъроу, Тенеси. Той получава бакалавърска степен в Щатския колеж на Среден Тенеси през 1940 г. и магистърска степен в Университета на Тенеси през 1941 година. По време на Втората световна война служи в продължение на пет години във военноморския флот, след което защитава докторат в Чикагския университет през 1948 година. От 1950 година до 1969 година Бюканън преподава в различни университети. От 1969 година е професор по икономика във Вирджинския политехнически институт в Блексбърг, а от 1983 година – в Университета „Джордж Мейсън“ във Феърфакс.